# Ludwik Piosicki
Ludwik Piosicki (ur. 9 sierpnia 1914 w Hanowerze, zm. 6 grudnia 2010 w Szczecinie) – polski artysta malarz, grafik, ilustrator, ekslibrista.

## Życiorys
W czasie II wojny światowej przebywał na robotach przymusowych w Austrii.     
W 1950 uskończył Państwową Wyższą Szkołę Sztuk Plastycznych w Poznaniu. W latach 1952–53 wykonał dla Muzeum Narodowego w Poznaniu odlew Drzwi Gnieźnieńskich, rzeźbę Ostrów Tumski w Średniowieczu. W Poznaniu założył również sekcję płetwonurków późniejszy Klub Płetwonurków LOK Delfin. Klub ten zajmował się wydobywaniem z jezior i rzek zatopionego w czasie II wojny sprzętu wojskowego, otrzymał za to tytuł honorowego obywatela miasta Poznania.     
Od roku 1957 mieszkał i tworzył w Szczecinie. Od początku swojego pobytu współpracował z Głosem Szczecińskim, w którym w swoje rubryce Z Teki Teatralnej Ludwika Piosickiego tworzył karykatury aktorów (ok. 200 sylwetek). W Teatrze Dramatycznym w Szczecinie stworzył kilka scenografii do sztuk teatralnych:
- Konik Garbusek – Jerszowa (1959),
- Skrzypce które przynoszą śmierć – Makarewicza (1960),
- Taniec śmierci – Strindberga (1965).

Stworzył wiele obrazów  o tematyce historii Szczecina i okolic: 
- Bitwa pod Cedynią (1972) – dwie wersje,
- Chrzest Pyrzyc w 1124 (1973),
- Port XVI-wiecznego Szczecina (1987),

szereg rysunków budowli historycznych oraz rysunki przedstawiające książąt pomorskich Gryfitów. W swojej twórczości najwięcej stworzył akwareli, ponad 500 ekslibrisów. Tworzył ilustracje do książek poetyckich i historycznych. Przez wiele lat był prezesem Klubu Plastyków Amatorów i Twórców Ludowych przy W.D.K. w Szczecinie.     
Działał w Towarzystwie do Walki z Kalectwem, gdzie uczył rysunku i malarstwa osoby niepełnosprawne. W 2009 otrzymał tytuł Mecenasa Osób Niepełnosprawnych przyznany przez Radę Miasta Szczecin. W 2010 opublikował dwa albumy:
- Ekslibris szczeciński (wraz z synem adwokatem Jerzym Piosickim (1943-2018))
- oraz Ekslibiris.